# Pénitencerie apostolique
La Pénitencerie apostolique est le premier des trois tribunaux de la Curie romaine (Saint-Siège). Ses bureaux sont à la Chancellerie apostolique, située au palais de la Chancellerie, sur le cours Victor-Emmanuel II, le palais est sous le régime de l'extraterritorialité.

## Historique
Son origine remonte au début du XIIIe siècle, vers 1200, date à laquelle est attesté un cardinalis qui confessiones pro papa recipit — cardinal qui reçoit les confessions pour le pape. Ce cardinal, ensuite appelé pœnitentiarius (pénitencier) puis pœnitentiarius major ([très] grand pénitencier) est assisté de pénitenciers dits « mineurs », dès les années 1210-1220, et même de scribes, attestés par la documentation dans les années 1250. La Pénitencerie se structure donc progressivement comme un bureau (officium), chargé, d'une part, d'accueillir et d'entendre en confession les pèlerins, dans chacune des basiliques majeures de Rome et, d'autre part, de répondre, par écrit, aux suppliques que les chrétiens adressent au pape.
Le fonctionnement et les statuts de la Pénitencerie ne sont fixés que tardivement, en 1338, par la bulle In agro dominico de Benoît XII. Son champ de compétences, au for dit « de la conscience » ou « de la confession » comme au for externe, est élargi à plusieurs reprises, dans la seconde moitié du XIVe siècle, puis au XVe siècle, mais la Pénitencerie est radicalement remodelée par Pie V en 1569 qui réduit en effet ses compétences au for « interne », puis par Benoît XIV en 1744, et enfin par Pie X.
Les prérogatives de la Pénitencerie actuelle sont l'œuvre de Benoît XV, qui lui adjoignit la section des indulgences, détachée du Saint-Office en 1917 : cela concerne la concession et l'usage des indulgences. En revanche, la doctrine dogmatique de celles-ci reste l'apanage de la Congrégation de la doctrine de la foi. Pie XI codifia l'ensemble des réformes par la constitution apostolique Quæ divinitus du 25 mars 1935.
Aujourd'hui[Depuis quand ?], la Pénitencerie est dirigée par un cardinal préfet, le Pénitencier majeur, assisté d'un régent, de deux officiels et d'un conseil des prélats. Tous siègent quotidiennement sous le nom de Signature de la Pénitencerie apostolique.

## Compétence
La compétence du tribunal de la Pénitencerie a été finalement précisée par la Constitution apostolique Pastor Bonus promulguée par Jean-Paul II le 28 juin 1988, qui confirme que le tribunal a compétence sur tout ce qui touche au for interne (même non sacramentel) et tout ce qui a trait aux concessions et à l'usage des indulgences (sauf le droit de la Congrégation pour la Doctrine de la foi d'examiner tout ce qui regarde la doctrine dogmatique autour des indulgences).

## Liste des grands pénitenciers

### XIIIeauXVesiècle
- Nicola de Romanis (1216-1219)
- Tommaso da Capua (1219 - 1239 ou 1243)
- Hugues de Saint-Cher (ca.1245-1263)
- Gui Foucois (1263-1265)
- (1265-1273 – vacance)
- Pierre de Tarentaise (1273-1276)
- (1276-1279 – vacance)
- Bentivenga de Bentivengis (1279-1289)
- Matteo di Aquasparta (1289-1302)
- Gentil de Montefiore (1302-1305)
- Berenger Fredoli (1306-1323)
- (1323-1327 – vacance)
- Gaucelme de Jean (ca.1327-1348)
- Etienne Aubert (1348-1352)
- Egidio Albornoz (1352-1367)
- Guillaume Bragosse (substitut 1361-1367, puis grand pénitencier 1367-1369)
- Etienne de Poissy (1369-1373)
- Jean de Cros (1373-1378)
- Elzéar de Sabran (1378-1379)
- Luca Rodolfucci de Gentili (1382-1388)
- Niccolo Caracciolo Moschino (1389)
- Francesco Carbone Tomacelli (1389-1405)
- Antonio Caetani (1405-1412)
- Pierre Girard (1409-1415)
- Giovanni Dominici (1408/1415-1419)
- Giordano Orsini, iuniore (1419-1438)
- Niccolo Albergati (1438-1443)
- Giuliano Cesarini (1444)
- Giovanni Berardi (1444-1449)
- Domenico Capranica (1449-1458)
- Filippo Calandrini (1459-1476)
- Giuliano della Rovere (1476-1503) (futur pape Jules II)

### XVIesiècleauXIXesiècle
- Pedro Luis de Borja-Lanzol de Romaní (1503-1511)
- Leonardo Grosso della Rovere (1511-1520)
- Lorenzo Pucci (1520-1529)
- Antonio Pucci (1529-1544)
- Roberto Pucci (1545-1547)
- Ranuccio Farnese, O. S. Io. Hieros. (1547-1565)
- Carlo Borromeo (ou Charles Borromée, 1565-1572)
- Giovanni Aldobrandini (1572-1573)
- Stanisław Hozjusz (1574-1579)
- Filippo Boncompagni (1579-1586)
- Ippolito Aldobrandini (1586-1592)
- Giulio Antonio Santorio (1592-1602)
- Pietro Aldobrandini (1602-1605)
- Cinzio Passeri Aldobrandini (1605-1610)
- Scipione Borghese (1610-1633)
- Antonio Marcello Barberini, O.F.M.Cap. (1633-1646)
- Orazio Giustiniani, Orat. (1647-1649)
- Niccolò Albergati-Ludovisi (1650-1687)
- Leandro Colloredo, Orat. (1688-1709)
- Fabrizio Paolucci (1709-1721)
- Bernardo Maria Conti, O.S.B.Cas. (1721-1730)
- Vincenzo Petra (1730-1747)
- Gioacchino Besozzi, O.Cist. (1747-1755)
- Antonio Andrea Galli, C.R.SS.S. (1755-1767)
- Giovanni Carlo Boschi (1767-1788)
- Francesco Saverio de Zelada (1788-1801)
- Leonardo Antonelli (1801-1811)
- Michele Di Pietro (1811-1821)
- Francesco Saverio Castiglioni (1821-1829)
- Emmanuele de Gregorio (1829-1839)
- Castruccio Castracane degli Antelminelli (1839-1852)
- Gabriele Ferretti (1852-1860)
- Antonio Maria Cagiano de Azevedo (1860-1867)
- Antonio Maria Panebianco, O.F.M.Conv. (1867-1877)
- Luigi Bilio, C.R.S.P. (1877-1884)
- Raffaele Monaco La Valletta (1884-1896)
- Isidoro Verga (1896-1899)

### Pénitenciers majeurs depuis 1899
- Serafino Vannutelli (1899-1915)
- Willem Marinus van Rossum (1915-1918)
- Oreste Giorgi (1918-1924)
- Andreas Franz Frühwirth (1925-1927)
- Lorenzo Lauri (1927-1941)
- Nicola Canali (1941–1961)
- Arcadio Larraona Saralegui (1961-1962)
- Fernando Cento (1962-1967)
- Giuseppe Antonio Ferretto (1967-1973)
- Giuseppe Paupini (1973-1984)
- Luigi Dadaglio (pro-pénitencier majeur 1984-1985 ; pénitencier majeur 1985-1990)
- William Wakefield Baum (1990-2001)
- Luigi de Magistris (Pro-Pénitencier majeur 2001-2003)
- James Francis Stafford (2003-2009)
- Fortunato Baldelli (2009-2012)
- Manuel Monteiro de Castro (2012-2013)
- Mauro Piacenza (2013-2024)
- Angelo De Donatis (2024-)